# Ballerus sapa
Ballerus sapa es una especie de peces de la familia de los
Cyprinidae en el orden de los Cypriniformes.

## Morfología
- Los machos pueden llegar alcanzar los 35 cm de longitud total.[1][2]

## Alimentación
Come invertebrados  bentónicos.

## Hábitat
Es un pez bentopelágico y de clima templado (10 °C-25 °C).

## Distribución geográfica
Se encuentra en Eurasia:  cuencas de los ríos  Danubio,  Dniester,  Bug,  Dnieper,  Don,  Kuban,  Volga,  Kama,  Vyatka,  Ural,  Terek y  Volkhov.